# Laurent Mangel
Laurent Mangel (Vesoul, 22 de maig del 1981) és un ciclista professional francès des del 2005 al 2014.
En el seu palmarès destaca la victòria a la Clàssica Loira Atlàntic de 2010.

## Palmarès
- 2004
  - 1r al Tour Nord-Isère i vencedor d'una etapa
  - 1r a la Ruban Granitier Breton i vencedor de 2 etapes
- 2005
  - Vencedor d'una etapa dels Boucles de la Mayenne
- 2006
  - Vencedor d'una etapa del Tour de Langkawi
- 2009
  - Vencedor d'una etapa del Tour de Bretanya
  - Vencedor d'una etapa del Tour de Gévaudan
- 2010
  - 1r a la Clàssica Loira Atlàntic
  - Vencedor d'una etapa dels Boucles de la Mayenne
  - Vencedor d'una etapa del Tour de Valònia

### Resultats al Giro d'Itàlia
- 2007. 112è de la classificació general
- 2008. 93è de la classificació general

### Resultats al Tour de França
- 2011. 122è de la classificació general

### Resultats a la Volta a Espanya
- 2013. Abandona (13a etapa)
- 2014. 153è de la classificació general